# Église Saint-Rémy-au-Velours
L'ancienne église Saint-Rémy-au-Velours de Laon, dans le département français de l'Aisne, est située place du Général Leclerc, tout près de la mairie, à laquelle elle sert d'annexe depuis 1980. Construite au XVIIe siècle, elle avait servi de théâtre durant plus de 150 ans.

## Histoire
La paroisse est très ancienne, peut-être l'une des plus vieilles de la ville ; elle était citée lors des destructions qui suivirent la fin de Gaudry (évêque de Laon). Une église Saint-Rémy fut reconstruite vers 1170. Mais, le bâtiment étant vétuste, Pierre Gerbaut, seigneur de Boisléchelles, voulut construire une nouvelle église : c'est l'actuelle qui date de 1675-1677. La dépense fut de 14 240 livres deux sols et six deniers, M.Le Doulx, procureur du roi et marguillier, réunit ensuite 1 993 livres et sept sols pour l'achat du banc des femmes, du maître-autel et des boiseries. L'église doit son nom à la riche bourgeoisie, « la robe », qui le fréquentait. 

### Désacralisation

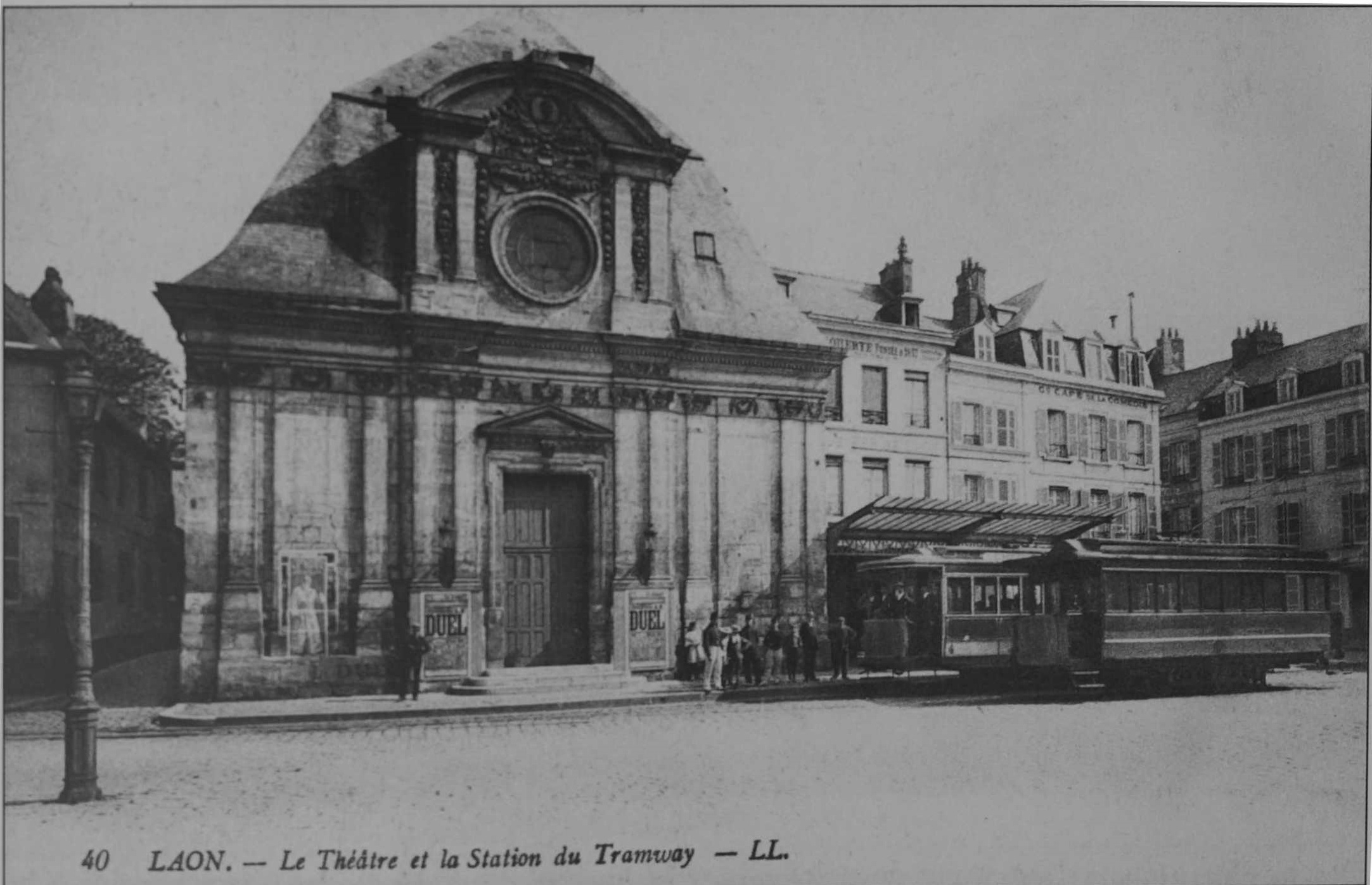
Début du XXe siècle :
l'église est desservie par l'arrêt du tramway.

La paroisse Saint-Rémy a été supprimée au moment de la Révolution française, en 1790, et l'église vendue à la ville le 26 septembre 1791. Elle fut un temps utilisée comme salle de réunions de l'association Les Amis de la Constitution. Son clocher a été abattu en 1795, date à partir de laquelle elle a servi de salle de spectacle.
Un théâtre à l'italienne y a été construit entre 1804 et 1807. Rénové périodiquement tout au long du XIXe siècle, il a été gravement endommagé durant la Première Guerre mondiale, notamment la toiture, la façade et tous les intérieurs. Il a été restauré entre 1919 et 1925 dans le style Louis XVI. L'activité théâtrale a cessé en 1965, le bâtiment restant à l'abandon.
Les façades et les toitures du bâtiment ont été classées au titre des monuments historiques le 5 décembre 1975, alors que son aménagement intérieur était en train de s'effondrer. Il a été réhabilité entre 1976 et 1979 pour être transformé en annexe de la mairie.

## Littérature

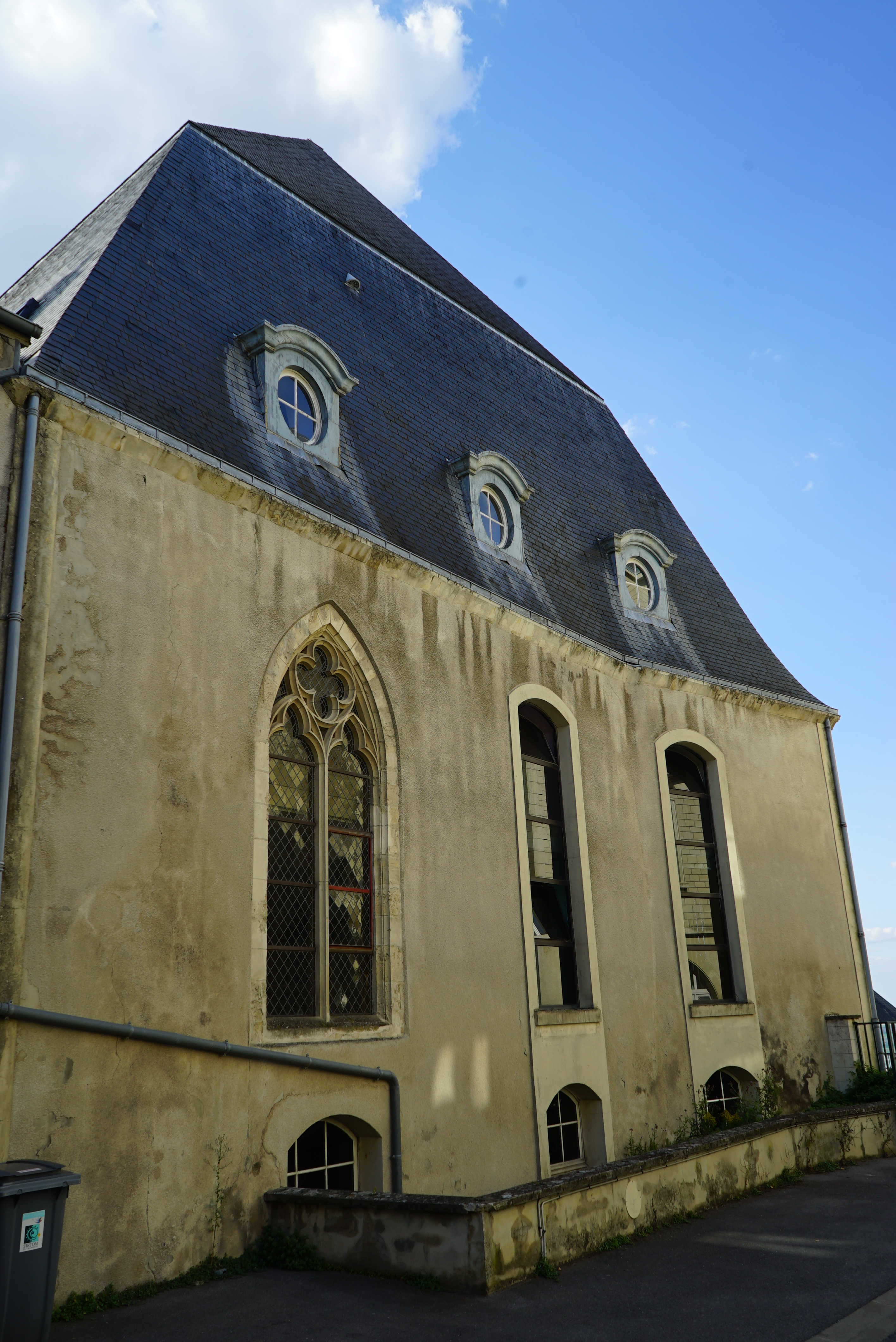
Le chevet.

L'église Saint-Rémy-au-Velours est le cadre d'un épisode comique des Souffrances du professeur Delteil de Champfleury (1853).